# Wegener (cráter marciano)

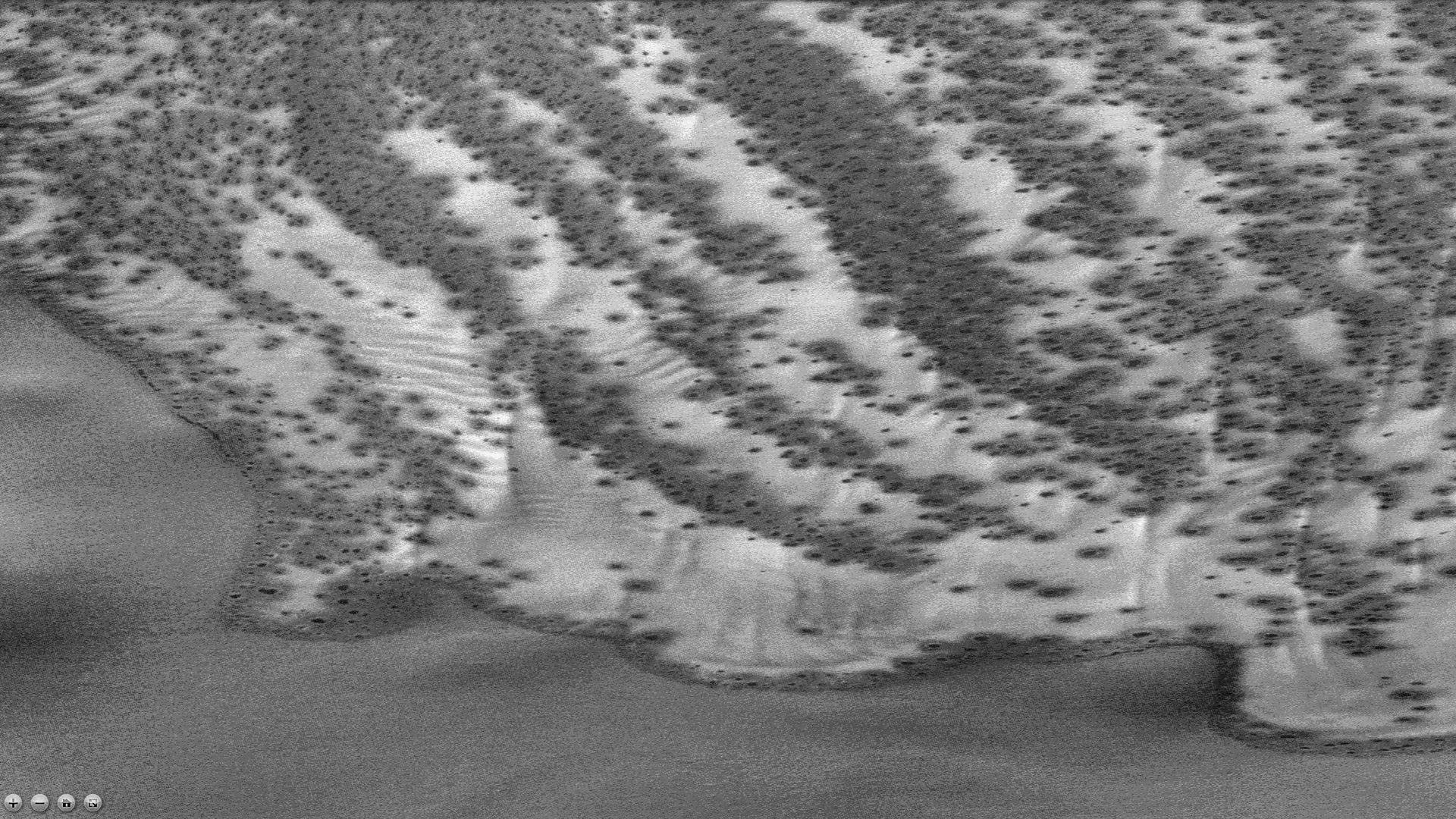
Imagen de Wegener que muestra dunas deshelándose. Los puntos oscuros son zonas donde ha desaparecido el hielo de color claro que recubre las dunas oscuras (detalle de la imagen superior)

Wegener es un cráter de impacto en el área más al sureste del cuadrángulo Argyre de Marte, ubicado en las coordenadas 64.6° de latitud sur y 4.0° de longitud oeste. Wegener también está al noroeste del Sisyphi Planum. Mide aproximadamente 68.5 kilómetros de diámetro y fue nombrado en honor del geofísico alemán Alfred Wegener (1880-1930). La denominación fue aprobada por la Unión Astronómica Internacional en 1973.
Entre los cráteres próximos se incluyen Sarh, situado al oeste, y Lyell situado al suroeste, un cráter situado en la región polar meridional. A unas decenas de kilómetros al este se localiza el meridiano cero Marciano.

## Descripción
En el noreste, el cráter es menos escarpado que otras zonas del contorno. Posee un pico central casi sobre el punto medio del impacto. El perímetro de Wegener se halla a unos 15 km del cuadrángulo Mare Australe, en la Región Polar Sur de Marte.
Es habitual la aparición de manchas oscuras en las dunas, especialmente en las latitudes más altas de Marte. En estos puntos, los granos minerales pueden estar cubiertos con una delgada capa de agua que contribuye al desgaste químico de los minerales, ayudando a hipotéticos organismos marcianos a sobrevivir. Los estudios han demostrado que estas películas delgadas de agua podrían estar presentes en determinadas zonas del planeta durante 38 soles (días marcianos) en los períodos más cálidos del día.
A veces se forman géiseres cerca de las manchas. En ocasiones se forman géiseres de CO2 cerca de estos lugares. Tienen dos características principales: dunas con puntos oscuros; y canales ramificados cuya forma recuerda a la de una araña. Aparecen a principios de la primavera marciana, sobre los campos de dunas cubiertos con dióxido de carbono congelado (CO2 o 'hielo seco'), principalmente en los puntos altos y en los taludes de las dunas; a comienzos del invierno desaparecen. La forma de estos puntos oscuros es generalmente redondeada, y en las pendientes es normalmente ovalada.
Con el sol más fuerte de la primavera en ciertas regiones, los chorros de gas dióxido de carbono levantan grandes cantidades de polvo oscuro en el aire. Este polvo oscuro aumenta la absorción de la luz y hace que la temperatura aumente, permitiendo que el agua pueda existir por períodos cortos.